# C-601
Le C-601, ou YJ-6, est un missile anti-navire d'origine chinoise à moyenne et longue portée, faisant également partie de la grande famille des missiles « Silkworm ». Désigné au sein de l'OTAN CAS-1 « Kraken », ce missile, dont le développement est issu du C-201 (HY-2), en est une version lancée depuis les avions.
Une variante encore améliorée de ce missile existe, le C-611, doté d'un fuselage allongé, de meilleures capacités et d'un rayon d'action amélioré.

## Historique
Le développement des missiles de la série C-601 commença au milieu des années 1960, et en septembre 1975, la commission militaire du comité central du régime chinois approuva totalement le travail effectué sur ce système missile air-surface. Après 9 ans de mise au point et développement, comprenant 4 tirs au but en 1984, tous les tests en vol finals furent achevés et validés.
S'ensuivit le lancement de la production de série du C-601.

## Généralités

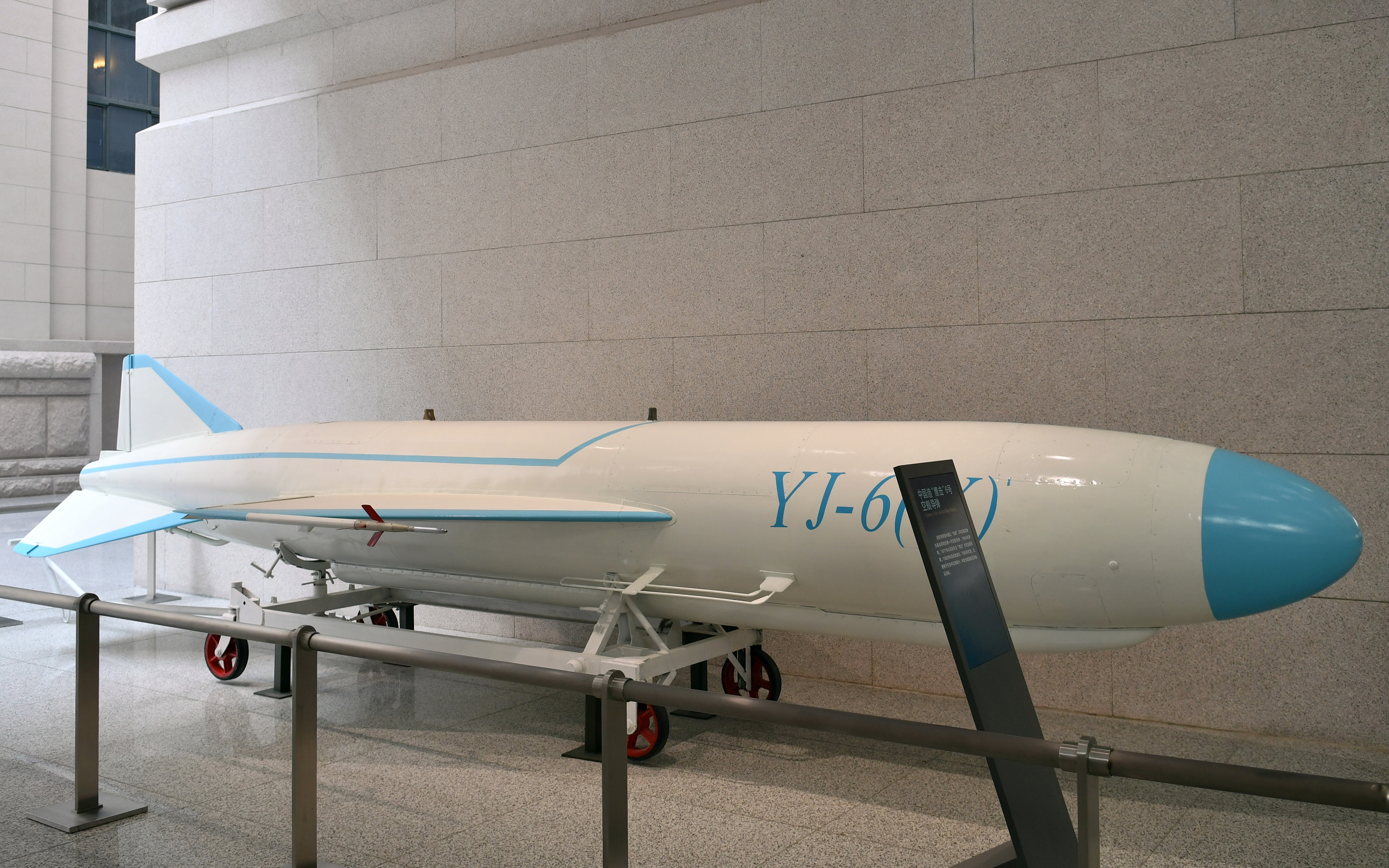
YJ-6.

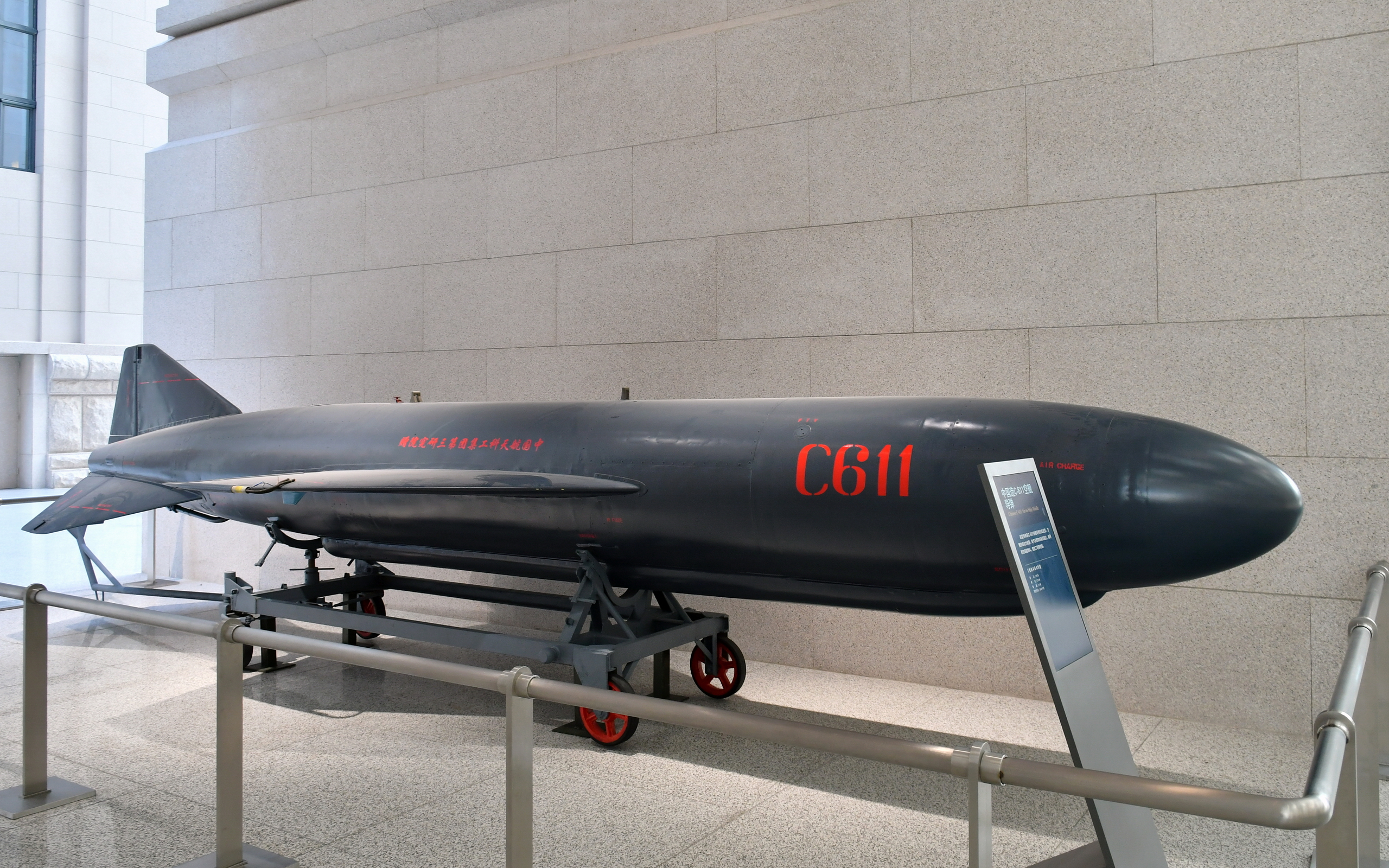
C-611.

Le C-601 appartient à la première génération de missiles antinavires produits par la Chine, et il est globalement très similaire à la version tirée depuis le sol C-201 (HY-2), si l'on excepte la suppression des accélérateurs à ergols solides, qui deviennent évidemment superflus pour un missile tiré depuis un avion. Il diffère également par la présence d'aménagements prévus afin de pouvoir l'accrocher sous un avion, tels les points d'attache et une arête dorsale caractéristique.
La plupart du temps, le Kraken se voit utilisé par paire par la version H6-D des dérivés du Tu-16 Badger utilisés par la marine chinoise. Le Hong 6-D (le vrai nom du H6-D) est un bombardier à grand rayon d'action, de 1 800 à 2 000 km, qui peut embarquer deux de ces engins sous ses ailes et est employé pour attaquer des navires de moyenne et grande taille, sur lesquels il gagne en efficacité en tirant généralement les deux missiles d'un coup.
Il est également exporté en petites quantités vers le Moyen-Orient. Le H6-D est très proche techniquement des autres variantes H6-A et B, à la différence près qu'il emporte un radar d'attaque Type 245, lui-même dérivé du Square tie soviétique qui fut développé pour les navires Komar et Osa, employant des missiles Styx.
Le Kraken a également été vu sur le bombardier H-5 Beagle, qui n'en emporte qu'un seul.
Le C-611, aussi désigné YJ-61, en est une version améliorée. Il possède un fuselage légèrement allongé et utiliserait apparemment un moteur issu d'un concept plus efficace, qui brûlerait un mélange d'ergols mieux proportionné et plus énergétique,. Alors que la portée approximative du C-601 est d'environ 100 km, le C-611 pourrait atteindre 200 km, soit le double de son prédécesseur. Les phases terminales de l'approche du missile se déroulent à 500, 70 puis 50 mètres au-dessus du niveau de la mer.
Alors que la majeure partie des missiles de la famille Styx sont considérés comme obsolètes de nos jours, trop grands et trop lents pour pouvoir pénétrer efficacement les défenses de navires modernes, ce missile conserve une présence stratégique importante, grâce à son haut pouvoir destructeur et son déploiement en quantités importantes. Lorsqu'il est employé contre des transports, des pétroliers, des navires amphibie ou autres cibles peu défendues, il reste très dangereux.

## Caractéristiques techniques
Le système d'armes du C-601 est composé du missile C-601, d'un équipement embarqué de visualisation des cibles et de lancement, d'un équipement de soutien au sol et nécessite l'emploi d'un avion spécialement modifié pour lui. C'est un système très complexe, faisant appel à de l'ingénierie poussée, des équipements lourds et coûteux, une bonne synchronisation des procédures et requérant une grande précision. Il est toutefois prouvé que c'est un système fiable, très flexible et d'une grande efficacité.
Totalement autonome, le missile une fois tiré va voler vers la zone prévue de sa cible selon un schéma pré-programmé, faisant confiance à son radar actif pour la retrouver une fois arrivé sur zone. L'avion lanceur, qui peut lancer le missile dans une altitude comprise entre 1 000 et 9 000 m, peut immédiatement quitter la scène et se retirer à l'abri.
La tête de guidage en phase terminale emploie un radar actif à impulsions de type monopulse, efficace contre les réflexions parasites produites par les vagues et résistant bien aux diverses technologies de brouillage radar existantes. Sa vitesse d'approche est de Mach 0.9 et son profil de vol peut s'ajuster au choix entre 500, 70 ou 50 mètres, lui offrant de bonnes capacités de pénétration à basse altitude, en se glissant sous la couverture radar défensive de ses cibles. Son taux de réussite est de 90 % de coups au but, avec une probabilité de détection et d'accrochage à sa portée maximale de près de 98 %. En ajoutant sa portée maximale efficace d'environ 110 km aux quelque 2 000 km que peut couvrir son avion lanceur, chaque missile rend potentiellement impénétrable une zone de 5,6 millions de km² autour de lui.
Avec sa charge explosive puissante, employant principalement une charge creuse, ce missile peut couler ou gravement endommager un croiseur de 3 000 T ou plus, et un navire marchand de 10 000 T,.
La plupart des équipements de mise en œuvre terrestres asservis à ce missile sont faciles à manipuler et se situent sur des véhicules. Au nombre de trois, ils s'occupent de soulever le missile pour le placer sous l'avion et le préparent à sa mission. Lorsque la manœuvre est correctement effectuée, le missile est prêt à prendre son vol en une demi-heure.

## Caractéristiques détaillées

### Disposition aérodynamique et fuselage
Le missile C-601, d'une longueur de 7,36 m et pesant 2 440 kg, est un engin évoluant dans le domaine du haut-subsonique, doté dune structure monocoque à plans médians triangulaires à flèche très prononcée, au nombre de deux et disposés de manière symétrique au milieu de la longueur du fuselage. La section frontale du missile est elliptique, suivie par une section cylindrique sur le reste du fuselage. À l'arrière se trouvent trois gouvernes disposées selon un écartement de 120°.
Globalement, le missile possède une bonne stabilité aérodynamique et reste aisé à contrôler en vol.

### Équipement de guidage et de contrôle
Le C-601 dispose de son propre système automatique autonome de guidage et de tir. Cet équipement peut contrôler et stabiliser trois boucles angulaires ainsi que gérer simultanément le centre de gravité et la portée du missile, en conjonction avec les données reçues par le radar Doppler, le radioaltimètre et les systèmes de navigation. Son guidage automatique est complété lorsqu'il reçoit les données du radar actif de guidage terminal.
Le radar de guidage terminal est un radar spécial composé d'une antenne, d'un récepteur, d'un processeur de traitement, d'un sélecteur automatique, d'un contrôleur, de contre-mesures électroniques et d'unités d'alimentation électrique. Il fournit des informations vitales sur le cap et l'emplacement de la cible et guide le missile vers cette dernière, suivant le schéma d'attaque pré-programmé inscrit en mémoire du système de pilotage automatique.
La baie radar du missile est alimentée en gaz chauds provenant de l'étage de compresseur d'un des moteurs de l'avion porteur, afin de s'assurer que le système radar du missile ne se retrouve pas à devoir fonctionner à des températures inférieures à −25 °C pendant sa phase de vol à haute altitude.

### Propulsion
Le système de propulsion du missile inclut un moteur-fusée à ergols liquides, un réservoir d'oxydant, un système de drainage de l'oxydant, un réservoir de carburant et une bouteille contenant du gaz sous haute pression.
Le système de drainage de l'oxydant, permet de purger le réservoir d'oxydant du missile lorsque l'avion est sur le chemin du retour vers sa base. Cela garantit la sécurité de l'appareil lui-même, mais également de l'équipage et du personnel au sol lorsque l'avion est revenu dans son hangar. Cela permet également de s'assurer que le missile soit réutilisable plusieurs fois.

### Charge militaire et détonation
Le missile C-601 est doté d'une charge militaire explosive semi-perforante, agissant par souffle et fragmentation, constituée d'un explosif composite à haute énergie. Il y a un cache métallique de forme hémisphérique placé juste en avant de la tête explosive, qui forme un jet de métal extrêmement chaud et concentré au moment de l'explosion, et qui peut donc percer jusqu'à un mètre de blindage.
Il emploie deux fusées électriques et une mécanique, toutes étant des éléments fonctionnant par contact direct avec la cible. Elles sont dotées de systèmes à trois niveaux de sécurité, permettant de sécuriser et d'agir sur leur comportement, afin de pouvoir garantir un effet perforant le plus efficace possible.

### Trajectoire et processus après lancement
La phase de vol du missile est divisée en deux parties principales : la phase de pilotage automatique et celle d'auto-guidage vers sa cible.
Le missile est tiré depuis l'avion après que les paramètres de mise à feu aient été pré-programmés dans le C-601 par l'équipage de l'avion. Après avoir été largué de l'aile de l'avion, il se laisse glisser en vol plané sans allumage moteur, jusqu'à atteindre une altitude d'environ 850 m au-dessus de la mer. Une fois cette altitude atteinte, le réservoir de carburant est mis sous pression et le moteur s'allume pour accélérer le missile. Une fois sa vitesse prévue atteinte, le moteur agit de manière à maintenir cette vitesse constante. Peu de temps après, son altitude de vol diminue encore, pour aller chercher les 500 m au-dessus de l'eau.
Une fois arrivé à une distance prédéterminée par-rapport à sa cible, le radar Doppler s'éteint et le radar actif de guidage terminal prend le relais, pour chercher, accrocher et poursuivre la cible. À ce moment-là, le système de pilote automatique du missile cède automatiquement le contrôle de ce dernier au système de poursuite pour le faire foncer et plonger sur sa cible. Au moment de l'impact, les trois fusées sont déjà armées et font détoner la charge militaire, ce qui endommage ou détruit complètement le navire ciblé.

### L'équipe de support technique au sol
L'équipement de soutien au sol comprend un équipement de soutien technique du missile et un équipement d'aéroport, qui garantissent la bonne santé technique du système d'armes dans son ensemble.
L'équipement de soutien technique est principalement composé d'une installation mobile de vérification des systèmes embarqués, des appareils d'entretien et de maintenance des missiles, d'un générateur électrique mobile, d'une alimentation en air sous pression, d'un de lavage/nettoyage, de camions de levage (grues) et de remplissage de carburant et d'un camion de transport.
La génératrice mobile fournit du courant en 27 V au missile pendant qu'il est testé. Les camions d'alimentation en air sous pression sont employés pour détecter d'éventuelles fuites d'air sur le propulseur du missile et permettent de remplir la bouteille de pressurisation des réservoirs avec de l'air sous forte pression. Le missile est d'abord rempli avec ses deux composants propulseurs, ensuite la charge militaire est fixée à l'avant du fuselage.
L'équipement d'aéroport comprend deux camions d'accrochage du missile et un véhicule pour le chef de la sécurité des opérations au sol. Le camion d'accrochage est un véhicule autotracté employé pour accrocher le missile sous les ailes du bombardier. Alors qu'il supporte la masse du missile, il peut lever, abaisser, déplacer horizontalement ou verticalement, pivoter, tourner ou le pencher dans toutes les directions. Il est très flexible et facile d'emploi. Le véhicule du chef des opérations au sol vérifie que tout est bien exécuté, prend part aux vérifications de pré-lancement et simule les vérifications de pré-lancement qui seront effectuées à bord en vol.

### Équipement de ciblage et de tir
La plupart des équipements de ciblage et de tir du C-601 sont installés sur le bombardier H6-D, qui intègre un radar d'acquisition des cibles, un système de contrôle de mise à feu, une console de tir, le système de largage du missile et des capteurs pour mesurer une grande quantité de paramètres, tels un gyroscope de référence de cap, un capteur barométrique d'altitude, un radar Doppler, une plateforme de guidage inertiel, une plateforme gyroscopique dans le fuselage et une autre dans les ailes.
Lorsque le radar de l'avion porteur détecte la cible en mer, le navigateur ajuste le faisceau de poursuite sur l'écran du radar. Le contrôleur de mise à feu surveille et modifie en permanence les paramètres de distance de vol en autonomie et de cap à suivre intégrés au missile en attente. Le missile sera lancé une fois toutes les conditions nécessaires étant réunies.

## Versions
- C-601 : Version de base du missile.
- C-611 : Version améliorée du C-601, à la portée accrue. Fuselage légèrement allongé.

## Utilisateurs
- Chine
- Pays du Moyen-Orient (en petites quantités)